# 2021年東京都議会議員選挙
2021年東京都議会議員選挙（2021ねんとうきょうとぎかいぎいんせんきょ）は、2021年（令和3年）7月4日に施行された東京都議会議員選挙である。

## 概要
4年前の前回の都議選で、小池百合子都知事が率いて大勝し都議会第1党となった地域政党「都民ファーストの会」の消長や、公明党との協力関係を復活させた自民党が、都議会第1党と自公で過半数の議席を獲得できるかが焦点となった。また、共闘態勢を構築し一部の選挙区で候補者調整に成功した共産党と立憲民主党が、どこまで議席を伸ばせるかも注目された。主な争点として新型コロナウイルス感染症や東京五輪・パラリンピックへの対応、新型コロナウイルス流行の収束後も視野に入れた経済対策が挙げられた。
新型コロナウイルスの影響
告示直前に閉会した第204回国会で公職選挙法の特例法として成立した特定患者等の郵便等を用いて行う投票方法の特例に関する法律（コロナ郵便投票法）が6月23日から施行されたことにより、新型コロナウイルス感染症療養者らが郵便投票できる制度が全国で初めて適用された選挙となった。
一部の自治体では、新型コロナウイルスワクチンの集団接種会場と同じ建物に投票所が設けられ、期日前投票とワクチン接種が同時並行で行われた。

## 基礎データ
- 選挙事由：議会議員の任期満了
- 告示日：2021年6月25日
- 投票日：2021年7月4日
- キャッチコピー：「『今』の想いを、東京のエネルギーに。」
- イメージキャラクター：浜辺美波[12]
  - 同日選挙
    - 国分寺市長選挙
    - 国分寺市議会議員補欠選挙

議員定数
- 定数：127議席
- 選挙区：42選挙区
- 選挙制度：1人区（小選挙区）と2〜8人区（大選挙区）
- 定数是正：練馬区 7(1)、大田区 7(1)

## 選挙前の動き

### 各党派の動き

#### 都民ファーストの会
前回は強烈な「小池旋風」に乗って55議席（追加公認を含む）を獲得し、都議会第1党の座を掴んだが、今回は前回の50人より3人少ない47人の公認となった。都議選告示日、荒木千陽代表は小池に代表に復帰してもらい、全面支援を得たい考えを明かした。しかし小池は、都民ファ候補に応援メッセージを送るなどにとどめ、特定政党の支援を明言しなかった。

#### 自民党・公明党
自民党は「小池旋風」の前に過去最低の23議席と歴史的惨敗を喫した前回の60人と同数を擁立した。
前回、公明党は長年続いてきた自公連携を見直し、都民ファーストの会との選挙協力を行い選挙戦に挑んだが、今回の都議選では「自民党と選挙協力をする」と発表。今回は全42選挙区のうち、公明の公認候補が出馬しない21選挙区で、公明が自民の候補を応援する見通しとなった。

#### 共産党・立憲民主党
前年の都知事選で統一候補を擁立した共産党と立憲民主党は、今回の都議選でも1、2人区を中心に候補者を一本化できるよう調整した。

#### その他の政党
日本維新の会は13人を擁立。他党との選挙協力は基本的に行わないとした。
れいわ新選組の山本太郎代表は、「とにかく数を立てようという戦略には立っていない」と説明し、少数精鋭で議席獲得を目指すとして3人の擁立にとどめた。
嵐の党は公認2人、推薦3人を擁立。立花孝志党首は「都民ファーストの会さんは非常に優秀な方が多い」と候補者らの資質を高く買い、都民ファーストの会に国政政党である自党への参画を呼びかけた。

### 選挙前勢力
選挙前の各党議席数は、都民45、自民25、公明23、共産18、立民8、維新1、ネット1、無所属5（欠員1）。
各会派等の構成
| 会派名                             | 議員数 | 所属党派                 |
| ---------------------------------- | ------ | ------------------------ |
| 都民ファーストの会 東京都議団      | 46     | 都民ファーストの会       |
| 東京都議会自由民主党               | 25     | 自由民主党               |
| 都議会公明党                       | 23     | 公明党                   |
| 日本共産党東京都議会議員団         | 18     | 日本共産党               |
| 東京都議会立憲民主党               | 7      | 立憲民主党               |
| 無所属 東京みらい                  | 3      | 無所属、立憲民主党       |
| 無所属（都議会生活者ネットワーク） | 1      | 東京・生活者ネットワーク |
| 無所属（自由を守る会）             | 1      | 自由を守る会             |
| 無所属（東京維新の会）             | 1      | 日本維新の会             |
| 無所属（新風）                     | 1      | 無所属                   |
| 現員                               | 126    |                          |
| 欠員                               | 1      |                          |
| 定員                               | 127    |                          |

## 立候補者
6月25日に告示され、42選挙区・定数127に対し、平成以降最多の271人が立候補。前回の259人から12人増。また、女性として届け出た人数は、前回の65人を上回る74人で過去最多を更新した。
立候補者数が最も多かった選挙区は世田谷区の18人となった。葛飾区選挙区では、定数4に対し13人が立候補したことで、定数3以上の選挙区では最も倍率が高い3.25倍となった。東京スポーツは、この候補者乱立の要因を11月の同区議選の前哨戦になっている背景があるためとの見方を示した。
| 党派 | 党派                                              | 計       | 現職 | 元職 | 新人 |
| ---- | ------------------------------------------------- | -------- | ---- | ---- | ---- |
|      | 自由民主党                                        | 60       | 22   | 15   | 23   |
|      | 都民ファーストの会                                | 47       | 42   | 0    | 5    |
|      | 日本共産党                                        | 31       | 16   | 1    | 14   |
|      | 立憲民主党                                        | 28       | 7    | 2    | 19   |
|      | 公明党                                            | 23       | 17   | 0    | 6    |
|      | 日本維新の会                                      | 13       | 0    | 2    | 11   |
|      | 国民民主党                                        | 4        | 0    | 3    | 1    |
|      | テレビ改革党                                      | 4[注 5]  | 0    | 0    | 4    |
|      | 東京・生活者ネットワーク                          | 3        | 0    | 1    | 2    |
|      | れいわ新選組                                      | 3        | 0    | 0    | 3    |
|      | 減税とうきょう                                    | 3[注 6]  | 0    | 0    | 3    |
|      | 日本公益党                                        | 3[注 7]  | 0    | 0    | 3    |
|      | 嵐の党[注 8]                                      | 2        | 0    | 0    | 2    |
|      | NHKから国民を守る党[注 9]                         | 1[注 10] | 0    | 0    | 1    |
|      | みんなの党                                        | 1[注 11] | 0    | 0    | 1    |
|      | つばさの党                                        | 1[注 12] | 0    | 0    | 1    |
|      | 議席を減らします党                                | 1[注 12] | 0    | 0    | 1    |
|      | こころのやまい党                                  | 1[注 13] | 0    | 0    | 1    |
|      | 全都黎明                                          | 1[注 14] | 0    | 0    | 1    |
|      | 台東教育ネットワーク                              | 1[注 15] | 0    | 0    | 1    |
|      | 選挙に私も連れてって党                            | 1[注 13] | 0    | 0    | 1    |
|      | 平和の党                                          | 1[注 16] | 0    | 0    | 1    |
|      | 国民主権党                                        | 1[注 17] | 0    | 0    | 1    |
|      | 庶民と動物の会                                    | 1[注 17] | 0    | 0    | 1    |
|      | SDGs党                                            | 1[注 12] | 0    | 0    | 1    |
|      | 目覚めよ日本党                                    | 1[注 18] | 0    | 0    | 1    |
|      | 女性ファーストの会                                | 1[注 18] | 0    | 0    | 1    |
|      | 立憲共和党                                        | 1[注 19] | 0    | 0    | 1    |
|      | (略称)愛の力でLGBT差別・動物殺処分解決の党[26]    | 1[注 12] | 0    | 0    | 1    |
|      | (略称)土頭を働かし最高裁裁判官5人を弾劾する党[27] | 1[注 20] | 0    | 0    | 1    |
|      | 無所属                                            | 30       | 4    | 1    | 25   |
|      |                                                   | 271      | 108  | 25   | 138  |

## 政策

### 争点
都議選立候補予定者に対するNHKのアンケート調査では、「新型コロナウイルスの対策・対応」や「小池知事の評価」、「東京オリンピック・パラリンピックの在り方」、「少子高齢化の対策など福祉政策」などが今回の最大の争点として挙げられた。
主な争点に対する政党の姿勢
|                          | 小池都政への評価 | 東京五輪・パラリンピックの開催       | 主な新型コロナウイルス感染対策                         |
| ------------------------ | ---------------- | ------------------------------------ | ------------------------------------------------------ |
| 都民ファーストの会       | 評価             | 開催するなら無観客                   | 水際対策の強化                                         |
| 自由民主党               | やや評価         | 感染対策を徹底して開催               | 感染収束まで個人都民税20%、事業所税50%減税             |
| 公明党                   | 評価             | 感染対策を徹底して開催               | 大規模接種会場での20代へのワクチン接種推進             |
| 日本共産党               | 評価しない       | 中止                                 | 検査能力を1日20万件以上に引き上げる                    |
| 立憲民主党               | あまり評価しない | 延期か中止                           | 積極的な検査による感染者の早期発見                     |
| 日本維新の会             | 評価しない       | 感染状況などを基準に開催か延期を判断 | 生活困窮者に毎月定額無利子無担保の貸付金制度を新設する |
| 東京・生活者ネットワーク | あまり評価しない | 中止                                 | 失業・減収者への所得補償                               |
| 国民民主党               | やや評価         | 延期                                 | 公共交通機関などを無料化                               |
| れいわ新選組             | 評価しない       | 中止                                 | 都民1人当たり10万円支給                                |
| 嵐の党                   | 評価しない       | 無観客での開催                       | ワクチン接種を大至急進める                             |

## 各政党の役員
| 都民ファーストの会 代表：荒木千陽 特別顧問 ：小池百合子 幹事長 ：増子博樹 総務会長 ：入江伸子 政務調査会長 ：山田浩史 選挙対策本部長：本橋弘隆 | 自由民主党東京都支部連合会 会長：鴨下一郎 幹事長 ：高島直樹 総務会長 ：萩生田光一 政務調査会長 ：井上信治                    | 公明党東京都本部 代表：高木陽介 幹事長 ：小磯善彦 幹事会会長 ：藤井一                                                                                    |  |
| 日本共産党東京都委員会 委員長：田辺良彦 書記長 ：関口達也 副委員長 ：安部安則 今村順一郎 大山とも子 谷川智行 望月康子                          | 立憲民主党東京都総支部連合会 会長：長妻昭 会長代行 ：蓮舫 幹事長 ：手塚仁雄 政務調査会長 ：山花郁夫 選挙対策委員長：落合貴之 | 東京維新の会 代表 ：柳ヶ瀬裕文 最高顧問 ：馬場伸幸 代表代行 ：石井苗子 幹事長 ：音喜多駿 総務会長 ：三沢清太郎 政調会長 ：藤條尭之 選対委員長 ：松田哲也 |  |
| 国民民主党東京都総支部連合会 会長：小林正夫 顧問 ：中山義活 副会長 ：山尾志桜里 幹事長 ：石黒達男                                              | | |  |

## 世論調査
| 調査期間・投票日 | 調査主体・選挙      | 都民 | 自民 | 公明 | 共産 | 立民 | 維新 | ネット | 国民 | れ新 | 嵐党 | その他 | 無所属 | 分からない・無回答 | 第1党と第2党の差 | 調査対象                                                      |
| ---------------- | ------------------- | ---- | ---- | ---- | ---- | ---- | ---- | ------ | ---- | ---- | ---- | ------ | ------ | ------------------ | ---------------- | ------------------------------------------------------------- |
| 調査期間・投票日 | 調査主体・選挙      |      |      |      |      |      |      |        |      |      |      | その他 | 無所属 | 分からない・無回答 | 第1党と第2党の差 | 調査対象                                                      |
| 6/26~27          | 選挙ドットコム      | 9.7  | 23.4 | 8.4  | 12.3 | 10.3 | 1.6  | 0.6    | 0.7  | 1.2  | 0.5  | 1.8    | 1.8    | 29.6               | 11.1             |                                                               |
| 6/26~27          | 東京MX・JX通信社    | 13.9 | 18.4 | 6.5  | 15.7 | 13.6 | 4.1  | 1.8    | 0.9  | 1.7  | 0.3  | 2.7    |        | 20.6               | 2.7              |                                                               |
| 6/25~27          | 読売新聞            | 17   | 23   | 9    | 8    | 8    | 2    | 1      |      | 1    |      |        | 8      | 22                 | 6                |                                                               |
| 6/26~27          | 朝日新聞            | 15   | 24   | 5    | 7    | 9    | 2    | 1      | 1    | 2    | 0    | 1      | 7      | 26                 | 9                |                                                               |
| 6/25~27          | 共同通信            | 12.1 | 31.8 | 14.1 | 13.1 | 7.1  |      |        |      |      |      |        |        |                    | 17.7             | 投票先を決めている人の政党別内訳                              |
| 6/26             | 毎日新聞・TBS・SSRC | 7    | 13   | 5    | 5    | 5    | 1    | 0      | 0    | 0    | 0    | 0      | 2      | 60                 | 6                | NTTドコモの携帯ユーザーを中心とするプレミアパネルを対象に調査 |
| 6/19~20          | 選挙ドットコム      | 6.9  | 18.6 | 6.1  | 10.0 | 10.4 | 2.5  | 0.6    | 0.4  | 1.4  | 0.4  | 1.2    | 1.2    | 41.6               | 8.2              |                                                               |
| 6/12~13          | 選挙ドットコム      | 5.6  | 19.4 | 6.2  | 8.9  | 11.3 | 2.1  | 1.0    | 1.0  | 0.8  | 0.8  | 2.9    | 2.9    | 40.0               | 8.1              |                                                               |
| 5/28~30          | 読売新聞            | 11   | 30   | 7    | 6    | 8    | 3    | 3      | 3    | 3    | 3    | 3      | 9      | 25                 | 19               |                                                               |
| 5/22~23          | 東京MX・JX通信社    | 9.6  | 19.3 | 3.4  | 12.9 | 14.0 | 3.4  | 1.6    | 0.5  | 2.0  | 0.5  | 2.8    | N/A    | 30.0               | 5.3              |                                                               |
| 2017/7/2         | 前回選挙            | 33.7 | 22.5 | 13.1 | 13.8 | N/A  | 1.0  | 1.3    | N/A  | N/A  | 0.1  | 7.8    | 6.7    | 50.5               | 11.2             |                                                               |

## 選挙運動
新型コロナウイルス対策として都内に発令されていた緊急事態宣言が6月20日に解除され、21日から23区と一部を除く多摩地域の大半で「まん延防止等重点措置」に移行。新型コロナウイルスの影響の中、さまざまな制約を迫られた選挙戦となった。

### 各党派の動き
各党の党首は候補の応援に出たが、菅義偉自民党総裁だけが街頭での応援に立たなかった。
小池都知事が告示直前に過労で入院した後、各種情勢調査で都民ファーストの支持が増える現象が見られた。小池は1週間ほど入院し6月30日に退院。選挙戦最終日、都民ファーストの候補者の支援に入り注目をさらった。
葛飾区選挙区では、都議選の4カ月後に行われる区議選を見据えて、諸派・無所属候補らが知名度浸透を兼ねた運動を展開した。

## 選挙結果
7月4日投票、即日開票された。投票率は42.39%と前回より8.89ポイント低下。過去最低だった1997年の40.80％に次いで2番目に低い投票率となった。小平市選挙区は無投票。都議選で無投票当選が生じたのは1963年の八王子市選挙区以来58年ぶりとなった。
都民ファーストの会は改選前の45議席から31議席まで減らし、33議席を獲得した自民党が都議会第1党を奪還したが、目標としていた自公両党での過半数には達せず、自民党の獲得議席は38議席を獲得した2009年東京都議会議員選挙を下回り過去2番目に少ない結果となった。前回都民ファーストの会と組んだ公明党が今回自民党との選挙協力を復活させたこともあり、自民党内では選挙戦当初から「前回23議席の倍増は固い」との楽観論も飛び交っていたが、選挙戦最終日には過労を理由に入院していた小池が都民ファーストの会の候補を激励。都民ファーストの会は1人区で3議席を獲得するなど、最終盤で追い上げた。立憲民主党と共産党は今回、1～2人区を中心に候補者のすみわけを行い、立憲民主党は改選前の8議席から上積みして15議席に達した。現有議席数と同じ23人を擁立した公明党は8回連続の全員当選を果たした。

### 党派別
| 党派               | 党派                                          | 議席数             | 議席数             | 議席数             | 議席数             | 議席数             | 議席数             | 得票          | 得票    |
| 党派               | 党派                                          | 現職               | 元職               | 新人               | 改選前             | 増減               | 獲得議席           | 得票数        | 得票率  |
| ------------------ | --------------------------------------------- | ------------------ | ------------------ | ------------------ | ------------------ | ------------------ | ------------------ | ------------- | ------- |
|                    | 自由民主党                                    | 17                 | 5                  | 11                 | 25                 | 8                  | 33                 | 1,192,796.997 | 25.69%  |
|                    | 都民ファーストの会                            | 31                 | 0                  | 0                  | 45                 | 14                 | 31                 | 1,034,778.100 | 22.28%  |
|                    | 公明党                                        | 17                 | 0                  | 6                  | 23                 | 増減なし           | 23                 | 630,810.000   | 13.58%  |
|                    | 日本共産党                                    | 15                 | 0                  | 4                  | 18                 | 1                  | 19                 | 630,158.624   | 13.57%  |
|                    | 立憲民主党                                    | 5                  | 1                  | 9                  | 8                  | 7                  | 15                 | 573,086.899   | 12.34%  |
|                    | 日本維新の会                                  | 0                  | 0                  | 1                  | 1                  | 増減なし           | 1                  | 165,850.552   | 3.57%   |
|                    | 東京・生活者ネットワーク                      | 0                  | 0                  | 1                  | 1                  | 増減なし           | 1                  | 61,070.580    | 1.32%   |
|                    | れいわ新選組                                  | 0                  | 0                  | 0                  | 0                  | 増減なし           | 0                  | 37,299.000    | 0.80%   |
|                    | 国民民主党                                    | 0                  | 0                  | 0                  | 0                  | 増減なし           | 0                  | 31,101.419    | 0.67%   |
|                    | テレビ改革党                                  | 0                  | 0                  | 0                  | 0                  | 増減なし           | 0                  | 9,816.000     | 0.21%   |
|                    | 減税とうきょう                                | 0                  | 0                  | 0                  | 0                  | 増減なし           | 0                  | 8,633.000     | 0.19%   |
|                    | みんなの党                                    | 0                  | 0                  | 0                  | 0                  | 増減なし           | 0                  | 3,924.000     | 0.08%   |
|                    | NHKから国民を守る党                           | 0                  | 0                  | 0                  | 0                  | 増減なし           | 0                  | 3,669.000     | 0.08%   |
|                    | 女性ファーストの会                            | 0                  | 0                  | 0                  | 0                  | 増減なし           | 0                  | 3,095.000     | 0.07%   |
|                    | 日本公益党                                    | 0                  | 0                  | 0                  | 0                  | 増減なし           | 0                  | 2,691.000     | 0.06%   |
|                    | 国民主権党                                    | 0                  | 0                  | 0                  | 0                  | 増減なし           | 0                  | 2,439.000     | 0.05%   |
|                    | 嵐の党                                        | 0                  | 0                  | 0                  | 0                  | 増減なし           | 0                  | 2,028.000     | 0.04%   |
|                    | 平和の党                                      | 0                  | 0                  | 0                  | 0                  | 増減なし           | 0                  | 1,962.000     | 0.04%   |
|                    | つばさの党                                    | 0                  | 0                  | 0                  | 0                  | 増減なし           | 0                  | 1,892.000     | 0.04%   |
|                    | 台東教育ネットワーク                          | 0                  | 0                  | 0                  | 0                  | 増減なし           | 0                  | 1,583.000     | 0.03%   |
|                    | 議席を減らします党                            | 0                  | 0                  | 0                  | 0                  | 増減なし           | 0                  | 1,497.000     | 0.03%   |
|                    | SDGs党                                        | 0                  | 0                  | 0                  | 0                  | 増減なし           | 0                  | 1,326.000     | 0.03%   |
|                    | 庶民と動物の会                                | 0                  | 0                  | 0                  | 0                  | 増減なし           | 0                  | 1,265.000     | 0.03%   |
|                    | 目覚めよ日本党                                | 0                  | 0                  | 0                  | 0                  | 増減なし           | 0                  | 1,048.000     | 0.02%   |
|                    | こころのやまい党                              | 0                  | 0                  | 0                  | 0                  | 増減なし           | 0                  | 1,012.000     | 0.02%   |
|                    | (略称)愛の力でLGBT差別・動物殺処分解決の党    | 0                  | 0                  | 0                  | 0                  | 増減なし           | 0                  | 0929.000      | 0.02%   |
|                    | 立憲共和党                                    | 0                  | 0                  | 0                  | 0                  | 増減なし           | 0                  | 0555.000      | 0.01%   |
|                    | 全都黎明                                      | 0                  | 0                  | 0                  | 0                  | 増減なし           | 0                  | 0523.000      | 0.01%   |
|                    | 選挙に私も連れてって党                        | 0                  | 0                  | 0                  | 0                  | 増減なし           | 0                  | 0502.000      | 0.01%   |
|                    | (略称)土頭を働かし最高裁裁判官5人を弾劾する党 | 0                  | 0                  | 0                  | 0                  | 増減なし           | 0                  | 0427.000      | 0.01%   |
|                    | 無所属                                        | 3                  | 0                  | 1                  | 5                  | 1                  | 4                  | 235,888.822   | 5.08%   |
| 合計               | 合計                                          | 88                 | 6                  | 33                 | 126                |                    | 127                | 4,643,656.993 | 100.00% |
| 投票者数（投票率） | 投票者数（投票率）                            | 投票者数（投票率） | 投票者数（投票率） | 投票者数（投票率） | 投票者数（投票率） | 投票者数（投票率） | 投票者数（投票率） | 4,729,484     | 42.39%  |
| 有権者数           | 有権者数                                      | 有権者数           | 有権者数           | 有権者数           | 有権者数           | 有権者数           | 有権者数           | 11,157,715    | 100.00% |

### 地区別
| 選挙区     | 定数 | 立候補者数 | 立候補者数 | 選出/立候補者数推薦 | 選出/立候補者数推薦 | 選出/立候補者数推薦 | 選出/立候補者数推薦 | 選出/立候補者数推薦 | 選出/立候補者数推薦 | 選出/立候補者数推薦 | 選出/立候補者数推薦 | 選出/立候補者数推薦 | 選出/立候補者数推薦 | 選出/立候補者数推薦 | 選出/立候補者数推薦 |
| ---------- | ---- | ---------- | ---------- | ------------------- | ------------------- | ------------------- | ------------------- | ------------------- | ------------------- | ------------------- | ------------------- | ------------------- | ------------------- | ------------------- | ------------------- |
| 選挙区     | 定数 | 立候補者数 | 立候補者数 | 自民                | 都民                | 公明                | 共産                | 立民                | 維新                | ネット              | れ新                | 国民                | 嵐党                | 諸派                | 無所属              |
| 千代田区   | 1    | 4          | 増減なし   | 0/1公               | 1/1                 |                     | 0/1                 |                     |                     |                     |                     |                     |                     |                     | 0/1                 |
| 中央区     | 1    | 4          | 1          | 1/1公               | 0/1                 |                     |                     | 0/1                 | 0/1                 |                     |                     |                     |                     |                     |                     |
| 港区       | 2    | 8          | 2          | 1/1公               | 1/1                 |                     | 0/1                 | 0/1                 | 0/1                 |                     |                     |                     |                     | 0/1                 | 0/2                 |
| 新宿区     | 4    | 11         | 4          | 1/2                 | 1/1                 | 1/1                 | 1/1                 | 0/1社               | 0/1                 |                     |                     |                     |                     | 0/3                 | 0/1                 |
| 文京区     | 2    | 3          | 増減なし   | 0/1公               | 1/1                 |                     | 1/1                 |                     |                     |                     |                     |                     |                     |                     |                     |
| 台東区     | 2    | 7          | 2          | 1/1公               | 1/2                 |                     | 0/1                 |                     | 0/1                 |                     |                     |                     |                     | 0/1                 | 0/1                 |
| 墨田区     | 3    | 6          | 1          | 1/2                 | 1/1                 | 1/1                 | 0/1                 |                     |                     |                     |                     | 0/1                 |                     |                     |                     |
| 江東区     | 4    | 8          | 1          | 1/2                 | 1/1                 | 1/1                 | 1/1                 | 0/1ネ               | 0/1                 |                     |                     |                     |                     | 0/1                 |                     |
| 品川区     | 4    | 8          | 1          | 0/2                 | 0/1                 | 1/1                 | 1/1                 | 1/1ネ               |                     |                     |                     |                     |                     | 0/1                 | 1/1                 |
| 目黒区     | 3    | 7          | 2          | 0/2                 | 1/1                 | 1/1                 | 0/1                 | 1/1ネ               |                     |                     |                     |                     |                     |                     | 0/1                 |
| 大田区     | 7    | 15         | 増減なし   | 1/3                 | 1/2                 | 2/2                 | 1/1                 | 1/1社,ネ            | 1/1                 |                     |                     | 0/1                 |                     | 0/21×嵐             | 0/2                 |
| 世田谷区   | 8    | 18         | 増減なし   | 3/3                 | 1/2                 | 1/1                 | 1/1                 | 2/21×社             | 0/1                 | 0/1立               | 0/1                 | 0/1                 |                     | 0/2                 | 0/3                 |
| 渋谷区     | 2    | 5          | 増減なし   | 0/1公               | 1/2                 |                     |                     | 1/1                 |                     |                     |                     |                     |                     |                     | 0/1                 |
| 中野区     | 3    | 5          | 1          | 0/1                 | 1/1                 | 1/1                 |                     | 1/1ネ               |                     |                     |                     |                     |                     |                     | 0/1                 |
| 杉並区     | 6    | 12         | 増減なし   | 2/2                 | 1/2                 | 1/1                 | 1/1                 | 1/1                 | 0/1                 | 0/1立               | 0/1                 |                     |                     | 0/2                 |                     |
| 豊島区     | 3    | 6          | 1          | 0/1                 | 1/1                 | 1/1                 | 1/1                 |                     |                     |                     |                     |                     | 0/1                 |                     | 0/1                 |
| 北区       | 3    | 5          | 増減なし   | 1/1                 | 0/1                 | 1/1                 | 1/1                 |                     | 0/1                 |                     |                     |                     |                     |                     |                     |
| 荒川区     | 2    | 6          | 1          | 0/1                 | 1/1                 | 1/1                 | 0/1                 |                     |                     |                     |                     |                     |                     | 0/1                 | 0/1                 |
| 板橋区     | 5    | 10         | 増減なし   | 1/2                 | 1/1                 | 1/1                 | 1/1                 | 1/1社               | 0/1                 |                     |                     |                     |                     |                     | 0/3                 |
| 練馬区     | 7    | 14         | 4          | 2/3                 | 2/2                 | 1/1                 | 1/1社               | 1/1社               | 0/1                 |                     |                     |                     | 0/1                 | 0/1嵐               | 0/31×(立,社,ネ)     |
| 足立区     | 6    | 11         | 2          | 2/2                 | 1/2                 | 2/2                 | 1/1                 | 0/1                 |                     |                     | 0/1                 |                     |                     | 0/2                 |                     |
| 葛飾区     | 4    | 13         | 5          | 1/2                 | 1/1                 | 1/1                 | 1/1                 | 0/1ネ               |                     |                     |                     |                     |                     | 0/51×嵐             | 0/2                 |
| 江戸川区   | 5    | 8          | 2          | 1/2                 | 1/1                 | 1/1                 | 1/1                 | 0/1ネ               | 0/1                 |                     |                     |                     |                     |                     | 1/1                 |
| 八王子市   | 5    | 10         | 1          | 2/2                 | 0/2                 | 1/1                 | 1/1                 | 1/1社,ネ            | 0/1                 |                     |                     |                     |                     | 0/2                 |                     |
| 立川市     | 2    | 3          | 1          | 1/1公               | 0/1                 |                     |                     | 1/1ネ               |                     |                     |                     |                     |                     |                     |                     |
| 武蔵野市   | 1    | 4          | 1          | 0/1公               | 0/1                 |                     |                     | 1/1社,ネ            |                     |                     |                     |                     |                     | 0/1                 |                     |
| 三鷹市     | 2    | 3          | 1          | 0/1公               | 1/1                 |                     |                     | 1/1ネ               |                     |                     |                     |                     |                     |                     |                     |
| 青梅市     | 1    | 2          | 1          | 0/1公               | 1/1                 |                     |                     |                     |                     |                     |                     |                     |                     |                     |                     |
| 府中市     | 2    | 3          | 1          | 1/1公               |                     |                     | 0/1                 |                     |                     |                     |                     |                     |                     |                     | 1/1                 |
| 昭島市     | 1    | 3          | 増減なし   | 0/1公               | 1/1                 |                     | 0/1社               |                     |                     |                     |                     |                     |                     |                     |                     |
| 町田市     | 4    | 9          | 1          | 1/2                 | 1/1                 | 1/1                 | 1/1                 | 0/1ネ               |                     |                     |                     |                     |                     | 0/1                 | 0/2                 |
| 小金井市   | 1    | 3          | 2          | 0/1公               | 0/1                 |                     |                     |                     |                     |                     |                     |                     |                     |                     | 1/1立,共,社,ネ      |
| 小平市     | 2    | 2          | 2          | 1/1公               |                     |                     |                     | 1/1社,ネ            |                     |                     |                     |                     |                     |                     |                     |
| 日野市     | 2    | 3          | 1          | 0/1公               | 1/1                 |                     | 1/1社               |                     |                     |                     |                     |                     |                     |                     |                     |
| 西東京市   | 2    | 4          | 増減なし   | 1/1公               | 1/1                 |                     | 0/1                 | 0/1ネ               |                     |                     |                     |                     |                     |                     |                     |
| 西多摩     | 2    | 5          | 1          | 1/1公               | 1/1                 |                     |                     | 0/1社,ネ            |                     |                     |                     |                     |                     | 0/1                 | 0/1                 |
| 南多摩     | 2    | 4          | 1          | 1/1公               | 1/1                 |                     | 0/1                 | 0/1ネ               |                     |                     |                     |                     |                     |                     |                     |
| 北多摩第一 | 3    | 5          | 1          | 0/1                 | 1/1                 | 1/1                 | 1/1                 | 0/1ネ               |                     |                     |                     |                     |                     |                     |                     |
| 北多摩第二 | 2    | 4          | 増減なし   | 1/1公               | 0/1                 |                     |                     |                     |                     | 1/1立               |                     | 0/1                 |                     |                     |                     |
| 北多摩第三 | 3    | 5          | 1          | 1/1                 | 1/1                 | 1/1                 | 0/1社               | 0/1                 |                     |                     |                     |                     |                     |                     |                     |
| 北多摩第四 | 2    | 3          | 1          | 1/1公               | 0/1                 |                     | 1/1社               |                     |                     |                     |                     |                     |                     |                     |                     |
| 島部       | 1    | 2          | 1          | 1/1公               |                     |                     | 0/1                 |                     |                     |                     |                     |                     |                     |                     |                     |
| 選挙区     | 定数 | 立候補者数 | 立候補者数 | 自民                | 都民                | 公明                | 共産                | 立民                | 維新                | ネット              | れ新                | 国民                | 嵐党                | 諸派                | 無所属              |
| 合計       | 127  | 271        | 12         | 33/60               | 31/47               | 23/23               | 19/31               | 15/28               | 1/13                | 1/3                 | 0/3                 | 0/4                 | 0/2                 | 0/27                | 4/30                |

### 当選した議員
自由民主党 
 都民ファーストの会 
 公明党 
 日本共産党 
 立憲民主党 
 日本維新の会 
 東京・生活者ネットワーク 
 無所属 
| 千代田区 | 平慶翔         |            |            |            | 中央区   | 石島秀起   |            |            |          |
| 港区     | 菅野弘一       | 入江伸子   |            |            | 新宿区   | 大山とも子 | 古城将夫   | 森口つかさ | 吉住栄郎 |
| 文京区   | 福手裕子       | 増子博樹   |            |            | 台東区   | 鈴木純     | 保坂真宏   |            |          |
| 墨田区   | 成清梨沙子     | 川松真一朗 | 加藤雅之   |            | 江東区   | 細田勇     | 山﨑一輝   | 畔上三和子 | 白戸太朗 |
| 品川区   | 伊藤興一       | 森澤恭子   | 白石民男   | 阿部祐美子 | 目黒区   | 伊藤悠     | 斉藤泰宏   | 西崎翔     |          |
| 大田区   | 藤田綾子       | 松田龍典   | 斉藤里恵   | 鈴木晶雅   | 世田谷区 | 福島理恵子 | 里吉ゆみ   | 高久則男   | 小松大祐 |
| 大田区   | 勝亦聡         | 森愛       | 玉川英俊   |            | 世田谷区 | 三宅茂樹   | 山口拓     | 風間穣     | 土屋美和 |
| 渋谷区   | 中田喬士       | 龍円愛梨   |            |            | 中野区   | 西沢圭太   | 荒木千陽   | 高倉良生   |          |
| 杉並区   | 茜ヶ久保嘉代子 | 原田暁     | 小宮安里   | 関口健太郎 | 豊島区   | 本橋弘隆   | 米倉春奈   | 長橋桂一   |          |
| 杉並区   | 松葉多美子     | 早坂義弘   |            |            |          |            |            |            |          |
| 北区     | 山田加奈子     | 曽根肇     | 大松成     |            | 荒川区   | 慶野信一   | 滝口学     |            |          |
| 板橋区   | 鎌田悦子       | 宮瀬英治   | 木下富美子 | 松田康将   | 練馬区   | 小林健二   | 藤井智教   | 戸谷英津子 | 尾島紘平 |
| 板橋区   | 徳留道信       |            |            |            | 練馬区   | 村松一希   | 柴崎幹男   | 山加朱美   |          |
| 足立区   | 後藤奈美       | 薄井浩一   | 發地易隆   | 高島直樹   | 葛飾区   | 北口剛士   | 和泉尚美   | 米川大二郎 | 平田充孝 |
| 足立区   | 中山信行       | 斉藤真理子 |            |            |          |            |            |            |          |
| 江戸川区 | 竹平智春       | 田之上郁子 | 上田令子   | 宇田川聡史 | 八王子市 | 東村邦浩   | 青柳有希子 | 西山賢     | 伊藤祥広 |
| 江戸川区 | 原純子         |            |            |            | 八王子市 | 須山卓知   |            |            |          |
| 立川市   | 酒井大史       | 清水孝治   |            |            | 武蔵野市 | 五十嵐衣里 |            |            |          |
| 三鷹市   | 中村洋         | 山田浩史   |            |            | 青梅市   | 森村隆行   |            |            |          |
| 府中市   | 小山有彦       | 鈴木錦治   |            |            | 昭島市   | 内山真吾   |            |            |          |
| 町田市   | 小磯善彦       | 藤井晃     | 星大輔     | 池川友一   | 小金井市 | 漢人明子   |            |            |          |
| 小平市   | 磯山亮         | 竹井庸子   |            |            | 日野市   | 菅原直志   | 清水登志子 |            |          |
| 西東京市 | 浜中義豊       | 桐山ひとみ |            |            | 西多摩   | 清水康子   | 田村利光   |            |          |
| 南多摩   | 石川良一       | 小礒明     |            |            | 北多摩1  | 谷村孝彦   | 尾崎あや子 | 関野杜成   |          |
| 北多摩2  | 岩永康代       | 本橋巧     |            |            | 北多摩3  | 尾崎大介   | 林明裕     | 中嶋義雄   |          |
| 北多摩4  | 原紀子         | 渋谷信之   |            |            | 島部     | 三宅正彦   |            |            |          |

### 補欠選挙
| 年             | 月日     | 選挙区         | 当選者     | 当選者政党         | 退職者                                             | 退職者政党         | 退職事由                                             |
| -------------- | -------- | -------------- | ---------- | ------------------ | -------------------------------------------------- | ------------------ | ---------------------------------------------------- |
| 2023年         | 6月4日   | 大田区選挙区   | 森愛       | 無所属             | 森愛                                               | 都民ファーストの会 | 大田区長選挙立候補による退職（自動失職）             |
| 2023年         | 6月4日   | 大田区選挙区   | 鈴木章浩   | 自由民主党         | 鈴木晶雅                                           | 自由民主党         | 大田区長選挙立候補準備のため辞職                     |
| 2023年         | 10月15日 | 立川市選挙区   | 伊藤大輔   | 都民ファーストの会 | 酒井大史                                           | 立憲民主党         | 立川市長選挙立候補による退職（自動失職）             |
| 2023年         | 10月15日 | 立川市選挙区   | 鈴木烈     | 立憲民主党         | 清水孝治                                           | 自由民主党         | 立川市長選挙立候補による退職（自動失職）             |
| 2024年         | 5月26日  | 目黒区選挙区   | 西崎翔     | 立憲民主党         | 伊藤悠                                             | 都民ファーストの会 | 目黒区長選挙立候補による退職（自動失職）             |
| 2024年         | 5月26日  | 目黒区選挙区   | 青木英太   | 無所属             | 西崎翔                                             | 立憲民主党         | 目黒区長選挙立候補による退職（自動失職）             |
| 2024年         | 7月7日   | 江東区選挙区   | 三戸安弥   | 無所属             | 山﨑一輝                                           | 自由民主党         | 江東区長選挙立候補による退職（自動失職）             |
| 2024年         | 7月7日   | 品川区選挙区   | 篠原里佳   | 無所属             | 森澤恭子                                           | 無所属             | 品川区長選挙立候補準備のため辞職                     |
| 2024年         | 7月7日   | 中野区選挙区   | 荒木千陽   | 都民ファーストの会 | 荒木千陽                                           | 都民ファーストの会 | 第26回参議院議員通常選挙立候補による退職（自動失職） |
| 2024年         | 7月7日   | 北区選挙区     | 駒崎美紀   | 都民ファーストの会 | 山田加奈子                                         | 自由民主党         | 北区長選挙立候補による退職（自動失職）               |
| 2024年         | 7月7日   | 板橋区選挙区   | 河野雄紀   | 自由民主党         | 木下富美子                                         | 無所属             | 不祥事による辞職                                     |
| 2024年         | 7月7日   | 足立区選挙区   | 銀川裕依子 | 立憲民主党         | 高島直樹                                           | 自由民主党         | 死去                                                 |
| 2024年         | 7月7日   | 八王子市選挙区 | 滝田泰彦   | 新時代の八王子     | 西山賢                                             | 自由民主党         | 死去                                                 |
| 2024年         | 7月7日   | 府中市選挙区   | 増山明香   | 自由民主党         | 鈴木錦治                                           | 自由民主党         | 死去                                                 |
| 2024年         | 7月7日   | 南多摩選挙区   | 遠藤千尋   | 都民ファーストの会 | 石川良一                                           | 都民ファーストの会 | 死去                                                 |
| 2024年         | 11月17日 | 武蔵野市選挙区 | 東真理子   | 自由民主党         | 五十嵐衣里                                         | 立憲民主党         | 第50回衆議院議員総選挙立候補準備のため辞職           |
| 補欠選挙未実施 |          |                |            |                    |                                                    |                    |                                                      |
| 荒川区選挙区   | －       | －             | 滝口学     | 都民ファーストの会 | 荒川区長選挙立候補準備のため辞職                   |                    |                                                      |
| 品川区選挙区   | －       | －             | 阿部祐美子 | 立憲民主党         | 第50回衆議院議員総選挙による退職（自動失職）       |                    |                                                      |
| 世田谷区選挙区 | －       | －             | 土屋美和   | 自由民主党         | 第50回衆議院議員総選挙立候補による退職（自動失職） |                    |                                                      |
| 日野市選挙区   | －       | －             | 菅原直志   | 都民ファーストの会 | 日野市長選挙立候補立候補による退職（自動失職）     |                    |                                                      |

公職選挙法の規定により、定数1の選挙区（7選挙区）では欠員が出た場合、定数2以上の選挙区（35選挙区）では2人以上の欠員が出た場合に補欠選挙が実施される。
2024年6月までに、江東区・品川区・大田区・中野区・北区・板橋区・八王子市・府中市・立川市・足立区・目黒区・南多摩の各選挙区で欠員が発生した。
欠員が発生したすべての選挙区の定数が2人以上であるが、このうち大田区・立川市・目黒区では欠員が2人に達したため、大田区では2023年6月4日に、立川市では同年10月15日に、目黒区では2024年5月26日にそれぞれ欠員補充の補欠選挙が実施された。
残る9選挙区は補欠選挙の実施基準に達していなかったが、2024年7月7日に東京都知事選挙が実施されることに伴い、知事選と同日に欠員補充の補欠選挙が「便乗選挙」の形で実施された。
さらに都知事選後に5名（品川区、世田谷区、荒川区、武蔵野市、日野市）が辞職・退職し欠員が発生したが、このうち、定数1の武蔵野市で欠員補充の補欠選挙が2024年11月17日に実施されたが、補欠選挙実施基準に達しない品川区、世田谷区、荒川区、日野市は欠員のまま、任期満了となる。

### 議員動静
議員辞職
1. ↑  江東区長選挙（2023年4月）に立候補のため、2023年4月16日付で退職（公職選挙法規定により自動失職）。区長選挙落選後の2024年7月7日施行の補欠選挙でも落選。
2. ↑  品川区長選挙（2022年10月）立候補準備のため、2022年9月5日付で辞職（その後、同年12月の再選挙を受けて区長に当選）。
3. ↑  第50回衆議院議員総選挙に立候補（東京都第3区）のため、2024年10月15日付で退職（公職選挙法規定により自動失職）。
4. ↑  目黒区長選挙に立候補のため、2024年4月14日付で退職（公職選挙法規定により自動失職）。
5. ↑  目黒区長選挙に立候補のため、2024年4月14日付で退職（公職選挙法規定により自動失職）。区長選挙落選後の同年5月26日施行の補欠選挙で当選（立憲民主党に復党）。
6. ↑  大田区長選挙立候補準備のため、2023年4月3日付で辞職。
7. ↑  大田区長選挙に立候補のため、2023年4月16日付で退職（公職選挙法規定により自動失職）。区長選挙落選後の同年6月4日施行の補欠選挙で当選（無所属→ミライ会議）。
8. ↑  第50回衆議院議員総選挙に立候補（東京都第6区）のため、2024年10月15日付で退職（公職選挙法規定により自動失職）。
9. ↑  第26回参議院議員通常選挙に立候補（東京都選挙区）のため、2022年6月22日付で退職（公職選挙法規定により自動失職）。参院選落選後の2024年7月7日施行の補欠選挙で当選。
10. ↑  北区長選挙に立候補のため、2023年4月16日付で退職（公職選挙法規定により自動失職）。
11. ↑  荒川区長選挙立候補準備のため、2024年9月9日付で辞職。
12. ↑  不祥事引責のため、2021年11月22日付で辞職。
13. 1 2  立川市長選挙に立候補のため、2023年8月27日付で退職（公職選挙法規定により自動失職）。
14. ↑  第50回衆議院議員総選挙立候補準備（東京都第30区）のため、2024年10月4日付で辞職。
15. ↑  日野市長選挙に立候補のため、2025年4月6日付で退職（公職選挙法規定により自動失職）。

議員死去
1. ↑  2023年10月2日、死去。
2. ↑  2022年8月18日、死去。
3. ↑  2023年6月18日、死去。
4. ↑  2024年6月16日、死去。

都民ファーストの会関連
1. ↑  不祥事判明のため、当選2日後の2021年7月6日付で都民ファーストの会より除名。
2. ↑  採決で会派方針に造反したため、2022年10月18日付で都民ファーストの会より除名。同日付で会派「ミライ会議」結成。次期都議選では立憲民主党公認で立候補。
3. 1 2  採決で会派方針に造反したため、2022年10月18日付で都民ファーストの会より除名。同日付で会派「ミライ会議」結成。
4. ↑  都民ファーストの会所属だが、党公認を得ず無所属で立候補。当選後は都民ファーストの会会派に入会。

自民党関連
1. ↑  当選後、自民党会派に入会。

立憲民主党関連
1. ↑  2025年2月10日付で立憲民主党離党。一人会派（無所属）「東京を元気にする会」を結成。その後、第27回参議院議員通常選挙に自由民主党公認で立候補（比例区）予定。
2. ↑  2025年5月16日付で立憲民主党離党。一人会派（無所属）「八王子・民主の会」を結成。次期都議選では国民民主党の推薦を得て無所属で立候補。

無所属関連
1. ↑  地域政党「自由を守る会」代表。
2. ↑  政治団体「緑の党グリーンズジャパン」東京都本部共同代表。
3. ↑  自由を守る会所属。当選後、同会派に入会。
4. ↑  当選後は一人会派（無所属）「東京・品川からやさしい未来を」を結成。

### 各党の反応

#### 自民党・公明党
自民党の菅義偉総裁は目標に掲げた自民、公明両党合わせての過半数に届かなかったことについて「謙虚に受け止めたい」との認識を示した。自民関係者は今回の不振の原因を「五輪開催による新型コロナウイルス感染拡大への不安や、ワクチン供給不足が響いた」と分析した。都連関係者は、小池が投票日前日の7月3日に突如都民ファーストの会の応援に入ったことについて「完全に約束違反。やられたよ」と述べ、「応援するなら自民、公明両党の候補者も平等にしてほしいと、二階（俊博）幹事長らからお願いしてきたのに」と内幕を明かした。
全員当選を果たした公明党の山口那津男代表は「コロナの感染状況の中で全員当選を果たすことができた。まさに奇跡的とも思える結果だ」と述べた。

#### 都民ファーストの会
第2党となった都民ファーストの会の荒木千陽代表は「第1党を譲り渡し、責任を感じている。命がけで浸透を図ったが、まだまだ足りなかった」と述べた。

#### 共産党・立憲民主党
前回、前々回に続く伸長ぶりの議席数を得た共産党は、都議選での立憲民主党との共闘を「両党にとっての成果」ととらえ、次期衆院選でも立民との選挙協力を目指す考えを示した。
立憲民主党都連の長妻昭会長は、現有議席から大幅に議席を増やした結果に「議席を伸ばして、都議会で役割を果たせる最低限の陣立てができた」と一定の評価を示した。一方で立憲民主党の獲得議席数は都民ファーストの会や共産党を下回り、都議会第5党に留まった。枝野幸男代表は「自民党に代わる選択肢は我々しかないんだ、ということが十分に届ききっていない選挙になってしまった」と反省の弁を述べた。また、立民幹部は都議選全体を見て「勝者なき選挙で終わった」と総括している。

#### その他の政党
1議席に留まった日本維新の会では松井一郎代表が「やはり東京は厳しい。コロナで組織がなく伝わりにくかった」と述べた。
議席を獲得できなかった国民民主党の玉木雄一郎代表は「結果は大変厳しく、厳粛に受け止めている」と述べた。
同様に議席を獲得できなかったれいわ新選組の山本太郎代表は「選挙結果から言えば敗北。一方でボランティアの方々が中心的役割を担った」などと述べた。

### メディアの反応
日本経済新聞社は自社で実施した出口調査から「支持政党なし」と答えた無党派層の投票先が分散したことが、自民が伸び悩み、都民フが持ちこたえる要素になったと分析した。
フジテレビ解説委員の平井文夫は、今回の都議選は事前調査に基づくメディアの予測と結果が逆に出る「アンダードッグ効果」だったとの見方を示した。

## 選挙後の動き
この選挙に都民ファーストの会から立候補して当選した木下富美子が、選挙期間中の2021年7月2日に無免許で車を運転して事故を起こしていたことが、投開票翌日の5日に報道されたため、都民ファーストの会は同日、木下を除名処分にした。その後、木下は11月22日に議員を辞職した。
同年11月7日に投票が行われた葛飾区議会議員選挙（定数40）には、本選挙で葛飾区選挙区から立候補して落選した9人中6人が立候補したものの、小川優太が37位で当選したのみで他5人は落選した。
2024年7月7日、都知事選挙に便乗して行われた都議会議員の補欠選挙は過去最多の9選挙区で実施された。この選挙では都民ファーストの会が欠員発生前から1議席を上乗せして3議席を獲得した一方で、南多摩（多摩市・稲城市）選挙区を除く8選挙区で候補者を擁立した自由民主党は政治資金パーティー裏金問題などの不祥事で政治不信による逆風が直撃し、欠員発生前の5議席から3議席減らし2議席獲得に留まる惨敗となった。特に八王子市選挙区では萩生田光一前政調会長の地元であったが諸派の元職に敗れるなど、都議会第一党は死守したものの岸田政権に打撃となった。立憲民主党は足立区選挙区で自民党から議席を奪取。前述の通り、八王子市で諸派が1議席獲得、無所属2議席のいずれもが非自民・非都民ファースト系の候補となっている。日本共産党と日本維新の会は議席を獲得できなかった。

## タイムライン

### 2020年
- 7月17日 - 東京都議会臨時会の本会議で、都議会の選挙区ごとの議席配分を「1増1減」する定数是正の実施条例が可決、成立[83]。

### 2021年
- 1月27日 - 東京都選挙管理委員会は都議会議員の選挙の日程を6月25日告示、7月4日投票で即日開票することを決めた。
- 3月19日 - 自民党と公明党が7月の都議選協力に向けた「政策協定書」に調印した。自公連携の復活は5年ぶりとなる[14]。
- 3月26日 - 東京都議会定例会が閉会。本会議後、小池は報道陣からの「都民ファを支援するか」との問いに、「都政を担っていくには、いろいろな切り口が必要。その意味でどのような動きをされるか、注視したいと思っている」と答えた。東京新聞はこの日、「小池はけむに巻いた」と報じた[84]。
- 4月9日 - 日本共産党の小池晃書記局長は街頭演説で「都議選の構図は『自民・公明・都民ファースト』対『共産など市民と野党の共闘』だ」と発言[85]。
- 4月15日 - 立憲民主党都連が公認候補者発表会見を開催。手塚仁雄幹事長は、日本共産党との連携を図り、同党と選挙区のすみ分けをしていることを明らかにした[85][86]。
- 5月13日 - 日本共産党東京都委員会が都議選に向けた重点公約を発表[87]。
- 5月16日 - 日本共産党東京都委員会の機関紙である「東京民報」の1面で、立憲の手塚幹事長は「東京で共闘を積み上げられれば政権交代への大きな弾みになる」と強調した。
- 6月1日 - 連合東京は事務局長談話を発表。斉藤千秋事務局長は「都議選と衆院選の予定候補者と交わした協定には、共産党と与しないこと、違反行為がある場合には推薦等の支援を取り消すことになっている」「立憲民主党東京都連とは埋められない距離感を感じざるを得ない」と述べ、手塚のコメントに対する遺憾の意を表した[88][89]。
- 6月3日 - 東京都選管はイメージキャラクターに女優の浜辺美波を起用し、浜辺が出演する周知用のWeb動画全2編を公開した[12]。
- 6月4日 - 日本維新の会の地方組織「東京維新の会」が都議選の公約を発表[90]。
- 6月15日
  - 参院本会議で、コロナ療養者の郵便投票特例法が与党と一部野党の賛成多数で可決、成立した[91]。
  - 都民ファーストの会が都議選の公約を発表[92]。
- 6月20日 - 都に発令していた緊急事態宣言が解除[93]。
- 6月21日 - 緊急事態宣言に準じた「まん延防止等重点措置」に移行[93]。
- 6月22日 - 小池は過度の疲労で静養が必要になったとの理由により、都内の病院に入院した[94]。
- 6月25日
  - 東京都議会議員選挙が告示。
  - 小平市選挙区は無投票当選が決まった。
  - 都民ファーストの会代表の荒木千陽が小池に代表就任の依頼をしたことが明らかになった[95][96]。
- 6月26日 - 7月3日
  - 期日前投票期間。
- 6月30日
  - 小池は退院。医者の判断により、7月1日以降はテレワークで公務を行うとされた[97][98]。
  - 小池は退院コメントを発表。都議選については「新型コロナウイルス対策をはじめ都政の諸課題が山積する中、改革を続け、伝統を守る皆様に、エールを送ります」とだけ言及した。全方位外交のような表現に、自民党都連幹部は「コメントの『伝統を守る皆様』とはうちと公明党のことだろう。都民ファだけの応援をすることはないはずだ」との見解を述べた。都民ファーストの会幹部は、期待していた支援が明言されなかったものの「われわれは小池知事と共にこの選挙を戦っている」と一体感を強調した[99]。
- 7月2日
  - 小池は10日ぶりに登庁。午後4時に開いた定例記者会見で「東京都にとって、今ほど重要な時期はないと考えております」「どこかでばたっと倒れてるかもしれませんが、それも本望だと思ってやり抜いていきたい」と述べた[100]。
  - 夜から3日未明にかけて、各紙が「倒れても本望」という見出しで小池の定例会見の記事を配信[101][102]。
- 7月3日 - 小池は選挙応援に初めて参加。都民ファ候補者の事務所18カ所を訪れ激励した。また、「○○○（候補者名）へあなたの一票を託してください。これからも私とともに東京を発展させます」と呼びかける録音メッセージを一部の有権者に電話で流した[103]。
- 7月4日 - 投票および開票。
- 7月22日 - 都議会議員の任期満了日。

## 選挙特別番組

### テレビ番組
「2021年のテレビ特別番組一覧#2021年東京都議会議員選挙」を参照

### ラジオ番組
「2021年のラジオ (日本)#2021年東京都議会議員選挙」を参照

### ネット配信
- TBS NEWS
  - 4日 - 都議選 開票速報！NewsPicksコラボ特番「東京UPDATE」第1～2部（21:50 - 22:30・22:30 - 23:30）[104]
- テレ東BIZ
  - 4日 - #都議選生配信〜国政選挙への影響を考える〜（22:30 - ）[105]
- ニコニコ生放送
  - 4日 - 【東京都議選2021】独立系候補者たちと見守る 開票特番（19:50 - ）[106]
- 選挙ドットコム
  - 4日 - 都議選2021開票速報LIVE★生放送（19:55 - ）[107]